# Margarita Trlin
Margarita Trlin (Diadema Argentina, Comodoro Rivadavia, 2 de abril de 1955) es una arquitecta argentina.

## Primeros años
Nació el 2 de abril de 1955 en Diadema Argentina, hoy municipio de Comodoro Rivadavia.
A los 8 años se mudó con su familia a Paraná, provincia de Entre Ríos. En 1973 se inscribió en la Facultad de Arquitectura de la Universidad Nacional de Córdoba, donde cursó hasta 1975 cuando se trasladó a la Universidad Católica de Córdoba. En tiempos de la dictadura, en agosto de 1976, fue detenida, permaneciendo un tiempo en Córdoba y otro en Villa Devoto, Buenos Aires. Fue liberada en marzo de 1977 por un decreto del Poder Ejecutivo, tras más de 7 meses de cautiverio.
En 1979 se inscribió en la Universidad Católica de Santa Fe, donde finalizó la carrera en 1981. En paralelo trabajó en el estudio de los arquitectos Juan Cura y Jorge Boeykens y, posteriormente, en el estudio ARTEC, formado por Walter Grand, Máximo Melhem y Román Stur. Allí conoció en 1980 al también estudiante de arquitectura Rubén Cabrera. Tras licenciarse, ambos contrajeron matrimonio en 1983, año en el que también fundaron el estudio de arquitectura Cabrera-Trlin.

## Trayectoria
Trlin y Cabrera trabajaron en la empresa constructora Vidogar, donde proyectaron edificios de vivienda colectiva para la operatoria «Reactivación» del gobierno de Raúl Alfonsín. El estudio crece con el tiempo a partir de concursos y obras educativas, como la de la Facultad de Ciencias de la Educación de la UNER (1998) y la Escuela Normal Viale (1999).
En 1991 comenzó a dar clases en la Facultad de Arquitectura de la Universidad Nacional del Litoral, invitada por Máximo Melhem, trabajando sobre el tema del diseño de escuelas. En 1994 se incorporó al Ministerio de Educación, Ciencia y Tecnología como consultora del «Censo de infraestructura Escolar CENIE 98», realizando diseño, análisis y diagnóstico de la infraestructura existente. Su trabajo en el ministerio la llevó a profundizar en la investigación sobre la arquitectura para la educación y en 1998 finalizó un curso posgrado en infraestructura educativa impartido por la Universidad de Buenos Aires.
Entre los años 2005 y 2008 fue la responsable del «Programa PROMEDU» en la Dirección de Infraestructura Escolar del Ministerio de Educación y del «Programa Nacional 700 escuelas», que contaba con financiamiento del Banco Interamericano de Desarrollo.
En diciembre de 2014 fue aprobada su tesis de maestría, denominada «Espacios escolares innovadores: arquitecturas para la educación en la formación de posgrado». Dirige equipos de voluntariado universitario, extensión, redes interuniversitarias e investigación relacionados con el tema. Por esta actividad recibe en el año 2014, junto a Rubén Cabrera y María Silvia Serra, el Premio Arquisur de Investigación, en la categoría Investigador Formado.

## Premios y distinciones
- En 2011 obtuvieron el 2° Premio ARQ, región NEA, por la Casa NZ.[8]
- En 2012 ganaron el primer puesto en el concurso de ideas para la puesta en valor de la Plaza Mansilla de Paraná.[9]
- En 2014 obtuvieron el segundo lugar del concurso de anteproyectos para el nuevo templo de Chajarí.[10]
- En 2022 obtuvieron el Premio Konex en la disciplina Diseño en el Espacio Público, por su labor en la última década.[11]